# Club Náutico de Altea
El Club Náutico de Altea se sitúa en el municipio de Altea, (Alicante) España. 

## Instalaciones
El club gestiona prácticamente la mitad del puerto de Altea, con 360 amarres deportivos, para una eslora máxima permitida de 30 metros, siendo su calado en bocana de 5 m. La mayorías de las plazas están destinadas a embarcaciones en tránsito, por lo que es un punto de destino muy utilizado por yates de pabellón extranjero. Este puerto cuenta con el distintivo de Bandera Azul desde 1988.
Tiene servicio de Combustible, Agua, Electricidad, Travelift 30 Tn., Grúa, Duchas, Piscina.

## Actividad deportiva
El club cuenta con secciones de Remo, Kayak, Buceo, Natación, Pesca, y Vela. Dentro de la sección de Vela, el club mantiene flotas de las clases Optimist, Laser, y Flying Dutchman, en vela ligera, además de una importante flota de cruceros. La regata de cruceros 200 Millas a Dos, primera Regata de Invierno nacional y puntuable para el Campeonato de España, fue iniciativa de Daniel Campagne y Tiste Orozco y es su prueba deportiva más destacada desde el año 1986. Con carácter anual, en esta prueba participan embarcaciones de toda España realizando un recorrido Altea-Formentera-Ibiza-Altea.